# Udaipur (stato)
Lo Stato di Udaipur fu uno stato principesco del subcontinente indiano, avente per capitale la città di Dharamjaigarh. Fu Stato tributario del Regno Mewar.

## Storia
Lo Stato di Udaipur venne fondato nel 1818 come derivazione dal Surguja e mutando dal nome originario di Regno Mewar. I suoi governanti erano i Rajputs della dinastia Raksel. Lo Stato divenne un protettorato britannico dal 1818 e come tale questa condizione mutò radicalmente il suo essere.
Nel 1852 il raja ed i suoi due fratelli vennero accusati dagli inglesi di assassinio e vennero imprigionati. Si creò così un interregno durante il quale lo Stato venne governato direttamente dalle autorità britanniche che invocarono la dottrina della decadenza. Infine, nel 1860, i regnanti locali vennero restaurati al trono quando a Lal Bindeshvari Prasad Singh Deo venne garantita la piena reggenza per il suo servizio nell'ammutinamento Sepoy.
Udaipur divenne quindi uno degli Stati della Eastern States Agency. L'ultimo regnante di questo Stato siglò l'annessione all'Unione Indiana il 1º gennaio 1948.

### Governanti
I re di Indore portavano il titolo di raja.

#### Raja di Udaipur
- 1818 - 1852 Kalyan Singh Deo
- 1852 - 1857 Interregno
- 1857 - 1858 Dhiraj Singh Deo
- 1858 - 1859 Sheoraj Singh Deo
- 1860 - 1876 Lal Bindeshvari Prasad Singh Deo (n. 1829 - m. ....)
- 18 marzo 1876 - 1877 Dharmajit Singh Deo (n. 1857 - m. 1900?)
- 1877 - 1900 Dharmajit Singh Deo
- dicembre 1900 - 8 dicembre 1926 Chandrashekhar Prasad Singh Deo (n. 1889 - m. ....)
- 1927 - 15 agosto 1947 Chandra Chur Prasad Singh Deo (n. 1923 - m. ....)